# 선녀가 필요해
《선녀가 필요해》는 한국방송공사의 텔레비전 시트콤이다. 지상에 내려온 선녀 모녀가 겪게 되는 다양한 일화를 담았으며, 제작은 MBC 시트콤 《안녕 프란체스카》의 제작진이 담당하였다.
한편, 이 프로그램은 《안녕 프란체스카》의 집필자였던 故 신정구 작가가 초기 기획을 맡아 화제가 됐다.
아울러, 2012년 2월 13일 첫 방영 예정이었으나 편성 기획이 마무리되지 않아 같은 달 27일로 첫 회가 바뀌었고 이 과정에서 당초 월~목 7시 45분 방송된 《스타 인생극장》이 2012년 2월 27일부터 월~금 오후 8시 20분으로 옮겨갔지만 동시간대에 드라마(KBS 1TV MBC)를 하다 보니 어려움이 부딪힐 때가 많아 같은 해 9월 7일 방영분을 끝으로 폐지됐으며 9월 17일부터 9월 21일까지 스페셜 편성됐다.
이와 더불어, 차인표가 분한 차세주 역은 당초 전광렬이 거론됐으나 개인사정 때문에 고사했으며 시청률이 하락세를 면치 못한 데다 작품 전체가 힘을 발휘하지 못했고 설상가상으로 심혜진 (선녀 왕모 역)이 jTBC 월화드라마 《해피 엔딩》촬영 스케줄 등 여러가지 사정 때문에 2012년 7월 19일 방송분을 끝으로 빠진 뒤 작품 도중 하차를 알리며 안타까운 종영을 맞이했다.

## 등장 인물

### 차세주 일가
- 차인표 : 차세주 역

2H 엔터테인먼트 대표이사. 교통사고로 아내를 잃고 홀로 두 자녀를 어렵게 키워냈다.
- 이두일 : 차세동 역

2H 엔터테인먼트 관리이사이자 차세주의 이란성 쌍둥이 동생.
- 김윤혜 : 차나라 역

차세주의 딸. 전교 1등을 놓치지 않는 모범생. 같은 동네 오빠이자 인기 가수인 허영생을 좋아한다.
- 박민우 : 차국민 역

차세주의 철부지 장남. 삼수생 연예인 지망생.

### 선녀들
- 심혜진 : 선녀 왕모 역 (개인사정상 중도 하차)

선녀 채화의 어머니이며 결혼 앞둔 딸 채화와 같이 선녀탕에 갔다가 날개옷을 잊어버려 차세주네 집에 기거하게 된다. 억척스럽고 협상에 능하다.
- 황우슬혜 : 선녀 채화 역

결혼을 앞두고 있는 선녀로 어머니와 같이 인간세상에 있는 선녀탕에 목욕하다가 날개옷을 잊어먹은 마당에 파혼을 당하나 차세주가 짝사랑하는 대상이다.
- 전원주 : 선녀 대왕모 역

선녀 채화의 할머니.

### 바바라 퀸
- 박희진 : 금보화 역

치킨집 사장이며 가수의 꿈을 키워가던 도중 오디션에 합격하여 2H 엔터테인먼트 연습생으로 들어간다.
- 최정원 : 금모래 역

금보화의 남동생이며 레스토랑을 운영하고 있다. 외모와 달리 수다스러운 성격이다.
- 민지 : 이하니 역

금보화의 치킨집 알바생이며 터프한 성격이다.

### 2H 엔터테인먼트
- 윤지민 : 마태희 역

본명은 마추자로 2H 엔터테인먼트의 기획이사이다. 차세동과 절친한 친구사이며 차세주를 짝사랑하고 있는 여인이라 차세주와 결혼을 목표로 두지만 차세주가 선녀 채화를 좋아하자 그녀는 처음에 선녀 채화를 못마땅히 여기다가 절친한 친구가 된다.
- 시호 : 장 실장 역

매니저 실장이며 의리가 있는 성격이다.
- 민영원 : 장희빈 역

마태희의 오른팔로 회사의 대회 행사 등 전반에 대한 일을 돕고 있으나 야심이 가득한 성격이다.
- 양영륜 : 박경빈 역

마태희의 왼팔로 장희빈과 티격태격한다.

### 기타 인물
- 신우

차나라의 같은 반 친구이며 그녀를 짝사랑하나 미국으로 전학간다.
- 허영생

차나라의 첫사랑이자 인기가수 카키. 홀연히 외국으로 떠났다가 가수로 성공한 후 돌아온다.
- 변기수

선녀 채화에게 연기를 가르쳐 준 감독.
- 최지연

차나라의 담임선생님.
- 은원재 : 신주석 역

차국민의 친구, 명문대를 다니는 수재.

### 2H 엔터테인먼트 연습생들
- 이준

2H 엔터테인먼트 연습생. 연습생들 중에 고참이며 차국민을 호되게 가르치기하나 선녀 채화를 짝사랑한다.
- 고우리 : 고리아 역

2H 엔터테인먼트 가수 연습생이며 이하니의 친구이다.
- 윤성현 : 성현 역

금보화를 언제 어디서나 보호하며 응원하는 금보화의 열혈팬. 2H 엔터테인먼트 소속의 연습생으로 발탁되어 트레이닝 중이다.

### 특별 출연
- 수지 : 배우 지망생 역

발연기를 선보이는 엉뚱한 연기자 지망생.
- 바다 : 조지나 역

금보화의 라이벌 가수
- 배기성 : 용 사장 역

차세주의 2H엔터테인먼트가 제작하는 영화의 투자자이다.
- 김원효, 김준현 : 작가 역

차세주의 2H엔터테인먼트가 제작하는 시트콤의 작가.
- 조재현 : 고재현 역

금보화의 아련한 옛사랑 상대. 점의 위치에 깜짝 비밀이 숨겨져 있다.
- 장광효, 김성일 : 디자이너 역

국민이가 선 패션쇼의 디자이너. 차민국이 연습생이 되는데 결정적인 인물들이다.
- 장항준 : 감독 역

차세주의 2H 엔터테인먼트가 제작하는 영화감독이며 민국의 연기를 보고 못마땅해한다.
- 김미려 : 점쟁이 역

차세주가 자신이 제작하는 영화 이름을 짓기 위해 만난 점술가.
- 오정태 : 택시기사 역

선녀 모녀가 탄 택시 운전기사.
- 양원경

보화의 사촌오빠

## 제작진
- 책임 프로듀서 : 이황선
- 연출 : 고찬수, 정흠문
- 극본 : 신광호, 송혜진, 곽경윤, 김미윤
- 제작 : 선진 엔터테인먼트, 이윤경

## 시청률
아래의 파란색 숫자는 '최저 시청률'이고, 빨간색 숫자는 '최고 시청률'입니다. 시청률조사회사와 지역별로 시청률에 차이가 있을 수 있습니다.
| 2012년  | 2012년   | 2012년         | 2012년         |
| 회차    | 방송일   | TNMS 시청률    | AGB 시청률     |
| 회차    | 방송일   | 대한민국(전국) | 대한민국(전국) |
| ------- | -------- | -------------- | -------------- |
| 제1회   | 2월 27일 | 8.5%           | 8.0%           |
| 제2회   | 2월 28일 | 7.8%           | 7.2%           |
| 제3회   | 2월 29일 | 8.1%           | 7.8%           |
| 제4회   | 3월 1일  | 9.5%           | 8.7%           |
| 제5회   | 3월 2일  | 6.6%           | 6.6%           |
| 제6회   | 3월 5일  | 8.6%           | 7.6%           |
| 제7회   | 3월 6일  | 6.3%           | 6.2%           |
| 제8회   | 3월 7일  | 5.4%           | 6.0%           |
| 제9회   | 3월 8일  | 6.0%           | 6.1%           |
| 제10회  | 3월 9일  | 6.9%           | 6.2%           |
| 제11회  | 3월 12일 | 6.4%           | 6.5%           |
| 제12회  | 3월 13일 | 5.1%           | 4.5%           |
| 제13회  | 3월 15일 | 5.4%           | 5.8%           |
| 제14회  | 3월 16일 | 5.0%           | 5.8%           |
| 제15회  | 3월 19일 | 6.6%           | 6.3%           |
| 제16회  | 3월 20일 | 5.3%           | 5.3%           |
| 제17회  | 3월 21일 | 6.9%           | 6.7%           |
| 제18회  | 3월 22일 | 5.2%           | 5.5%           |
| 제19회  | 3월 23일 | 5.7%           | 5.9%           |
| 제20회  | 3월 26일 | 6.6%           | 6.9%           |
| 제21회  | 3월 27일 | 6.5%           | 6.4%           |
| 제22회  | 3월 28일 | 6.3%           | 5.1%           |
| 제23회  | 3월 29일 | 6.6%           | 5.2%           |
| 제24회  | 3월 30일 | 6.6%           | 5.8%           |
| 제25회  | 4월 2일  | 7.4%           | 7.2%           |
| 제26회  | 4월 3일  | 7.0%           | 7.0%           |
| 제27회  | 4월 4일  | 7.8%           | 6.7%           |
| 제28회  | 4월 5일  | 5.6%           | 6.5%           |
| 제29회  | 4월 6일  | 6.9%           | 7.0%           |
| 제30회  | 4월 9일  | 6.1%           | 5.5%           |
| 제31회  | 4월 10일 | 5.8%           | 6.3%           |
| 제32회  | 4월 11일 | 7.0%           | 7.2%           |
| 제33회  | 4월 12일 | 5.2%           | 5.0%           |
| 제34회  | 4월 13일 | 5.8%           | 6.9%           |
| 제35회  | 4월 16일 | 5.7%           | 6.8%           |
| 제36회  | 4월 17일 | 5.1%           | 5.7%           |
| 제37회  | 4월 18일 | 6.4%           | 5.8%           |
| 제38회  | 4월 19일 | 5.8%           | 5.2%           |
| 제39회  | 4월 20일 | 4.9%           | 5.2%           |
| 제40회  | 4월 23일 | 5.3%           | 5.8%           |
| 제41회  | 4월 24일 | 5.1%           | 5.5%           |
| 제42회  | 4월 25일 | 5.7%           | 5.3%           |
| 제43회  | 4월 26일 | 5.8%           | 4.8%           |
| 제44회  | 4월 27일 | 5.8%           | 4.2%           |
| 제45회  | 4월 30일 | 5.6%           | 4.7%           |
| 제46회  | 5월 1일  | 5.4%           | 4.8%           |
| 제47회  | 5월 2일  | 5.3%           | 5.1%           |
| 제48회  | 5월 3일  | 3.8%           | 4.6%           |
| 제49회  | 5월 4일  | 5.1%           | 5.1%           |
| 제50회  | 5월 7일  | 5.3%           | 5.0%           |
| 제51회  | 5월 8일  | 4.5%           | 4.4%           |
| 제52회  | 5월 9일  | 5.2%           | 5.3%           |
| 제53회  | 5월 10일 | 4.4%           | 4.3%           |
| 제54회  | 5월 11일 | 4.9%           | 5.1%           |
| 제55회  | 5월 14일 | 4.9%           | 5.4%           |
| 제56회  | 5월 15일 | 4.8%           | 4.7%           |
| 제57회  | 5월 16일 | 4.7%           | 5.4%           |
| 제58회  | 5월 18일 | 5.9%           | 4.7%           |
| 제59회  | 5월 21일 | 4.6%           | 6.0%           |
| 제60회  | 5월 22일 | 4.2%           | 4%             |
| 제61회  | 5월 23일 | 4.9%           | 4.3%           |
| 제62회  | 5월 25일 | 4.6%           | 4.3%           |
| 제63회  | 5월 28일 | 6.1%           | 5.8%           |
| 제64회  | 5월 29일 | 4.5%           | 4.8%           |
| 제65회  | 5월 30일 | 5.0%           | 4.7%           |
| 제66회  | 5월 31일 | 4.6%           | 4.7%           |
| 제67회  | 6월 1일  | 4.9%           | 4.1%           |
| 제68회  | 6월 4일  | 4.8%           | 5.4%           |
| 제69회  | 6월 5일  | 3.0%           | 3.8%           |
| 제70회  | 6월 8일  | 4.1%           | 4.8%           |
| 제71회  | 6월 11일 | 4.1%           | 4.3%           |
| 제72회  | 6월 12일 | 3.6%           | 3.8%           |
| 제73회  | 6월 13일 | 3.9%           | 4.0%           |
| 제74회  | 6월 14일 | 3.5%           | 4.3%           |
| 제75회  | 6월 15일 | 5.1%           | 4.8%           |
| 제76회  | 6월 18일 | 5.4%           | 4.8%           |
| 제77회  | 6월 19일 | 3.1%           | 3.5%           |
| 제78회  | 6월 20일 | 4.3%           | 3.6%           |
| 제79회  | 6월 21일 | 4.3%           | 3.7%           |
| 제80회  | 6월 22일 | 3.7%           | 3.2%           |
| 제81회  | 6월 25일 | 3.5%           | 4.2%           |
| 제82회  | 6월 26일 | 3.5%           | 3.9%           |
| 제83회  | 6월 27일 | 4.5%           | 4.4%           |
| 제84회  | 6월 28일 | 4.7%           | 4.3%           |
| 제85회  | 6월 29일 | 4.4%           | 4.3%           |
| 제86회  | 7월 2일  | 4.5%           | 4.2%           |
| 제87회  | 7월 3일  | 3.9%           | 3.4%           |
| 제88회  | 7월 4일  | 5.3%           | 4.4%           |
| 제89회  | 7월 9일  | 4.8%           | 5.2%           |
| 제90회  | 7월 10일 | 3.5%           | 4.8%           |
| 제91회  | 7월 11일 | 5.1%           | 4.9%           |
| 제92회  | 7월 12일 | 4.4%           | 3.9%           |
| 제93회  | 7월 13일 | 4.5%           | 3.9%           |
| 제94회  | 7월 16일 | 5.3%           | 4.7%           |
| 제95회  | 7월 17일 | 3.8%           | 3.6%           |
| 제96회  | 7월 18일 | 5.2%           | 4.1%           |
| 제97회  | 7월 19일 | 4.6%           | 3.9%           |
| 제98회  | 7월 20일 | 4.5%           | 3.9%           |
| 제99회  | 7월 23일 | 5.0%           | 4.3%           |
| 제100회 | 7월 24일 | 2.9%           | 2.9%           |
| 스페셜  | 7월 25일 | 3.5%           | 3.5%           |
| 스페셜  | 7월 26일 | 3.2%           | 2.7%           |
| 스페셜  | 7월 27일 | 3.1%           | 2.9%           |

## 결방
- 2012년 3월 14일 - 7시 45분부터 올림픽 축구 아시아 최종예선 <한국 VS 카타르> 중계 편성[81]
- 2012년 5월 17일 - 6시 10분부터 프로야구 <SK VS LG> 중계 편성으로 결방됐으며[82] 《스타 인생극장》도 결방될 예정이었지만 야구 중계가 일찍 끝나 정상방영
- 2012년 5월 24일 - 6시 10분부터 프로야구 <삼성 VS 롯데> 중계 편성
- 2012년 6월 6일 - 4시 45분부터 프로야구 <KIA VS 삼성> 중계 편성[83]
- 2012년 6월 7일 - 7시 45분부터 올림픽 축구 국가대표 평가전 <한국 VS 시리아> 중계 편성[84]
- 2012년 7월 5일 - 6시 50분부터 <K리그 올스타전> 중계 편성[85]
- 2012년 7월 6일 - 6시 10분부터 <뮤직뱅크 홍콩공연> 1~2부 편성

## 사운드 트랙

### Part.1
| #            | 제목                                             | 작사                     | 작곡                     | 재생 시간 |
| ------------ | ------------------------------------------------ | ------------------------ | ------------------------ | --------- |
| 1.           | 〈Love Song〉 (허영생)                           | 류원광                   | 류원광                   | 4:04      |
| 2.           | 〈선녀와 알리바바〉 (조성민)                     | 조성민                   | 정원재                   | 3:04      |
| 3.           | 〈She's A Star〉 (데이비드 최 (David Choi))      | 데이비드 최 (David Choi) | 데이비드 최 (David Choi) | 3:02      |
| 4.           | 〈어디선가 나의 노랠 듣고 있을 너에게〉 (최정원) | 정석원                   | 정석원                   | 4:34      |
| 총 재생 시간 | 총 재생 시간                                     | 총 재생 시간             | 총 재생 시간             | 13:44     |

### Part.2
| #            | 제목             | 작사         | 작곡         | {{{기타정보}}} | 재생 시간 |
| ------------ | ---------------- | ------------ | ------------ | -------------- | --------- |
| 1.           | 〈Oh Wa〉 (성민) | 문두리       | 황상준       | 성민           | 3:22      |
| 총 재생 시간 | 총 재생 시간     | 총 재생 시간 | 총 재생 시간 | 총 재생 시간   | 3:22      |

### Part.3
| #            | 제목                   | 작사         | 작곡         | 재생 시간 |
| ------------ | ---------------------- | ------------ | ------------ | --------- |
| 1.           | 〈어따 대고〉 (박희진) | 박희진       | 김민섭       | 2:52      |
| 총 재생 시간 | 총 재생 시간           | 총 재생 시간 | 총 재생 시간 | 2:52      |

### Part.4
| #            | 제목                         | 작사           | 작곡           | 재생 시간 |
| ------------ | ---------------------------- | -------------- | -------------- | --------- |
| 1.           | 〈선녀가 필요해〉 (장미여관) | 육중완, 강준우 | 육중완, 강준우 | 2:47      |
| 총 재생 시간 | 총 재생 시간                 | 총 재생 시간   | 총 재생 시간   | 2:47      |

### Part.5
| #            | 제목         | 작사         | 작곡         | {{{기타정보}}} | 재생 시간 |
| ------------ | ------------ | ------------ | ------------ | -------------- | --------- |
| 1.           | 〈딩동미〉   | 박희진       | 정원재       | 박희진         | 3:20      |
| 총 재생 시간 | 총 재생 시간 | 총 재생 시간 | 총 재생 시간 | 총 재생 시간   | 3:20      |

### Part.6
| #            | 제목                    | 작사         | 작곡         | 재생 시간 |
| ------------ | ----------------------- | ------------ | ------------ | --------- |
| 1.           | 〈Story〉 (제이민)      | 류원광       | 류원광       | 3:25      |
| 2.           | 〈이별인거야〉 (양영륜) | 류원광       | 류원광       | 4:29      |
| 총 재생 시간 | 총 재생 시간            | 총 재생 시간 | 총 재생 시간 | 7:54      |

### 선녀가 필요해 OST
| #            | 제목                                             | 작사                     | 작곡                          | 재생 시간 |
| ------------ | ------------------------------------------------ | ------------------------ | ----------------------------- | --------- |
| 1.           | 〈Love Song〉 (허영생)                           | 류원광                   | 류원광                        | 4:04      |
| 2.           | 〈선녀와 알리바바〉 (조성민)                     | 조성민                   | 정원재                        | 3:04      |
| 3.           | 〈She's a Star〉 (데이비드 최 (David Choi))      | 데이비드 최 (David Choi) | 데이비드 최 (David Choi)      | 3:02      |
| 4.           | 〈어디선가 나의 노랠 듣고 있을 너에게〉 (최정원) | 정석원                   | 정석원                        | 4:34      |
| 5.           | 〈Oh Wa〉 (성민)                                 | 문두리                   | 황상준                        | 3:22      |
| 6.           | 〈어따 대고〉 (박희진)                           | 박희진                   | 김민섭                        | 2:52      |
| 7.           | 〈선녀가 필요해〉 (장미여관)                     | 육중완, 강준우           | 육중완, 강준우                | 2:47      |
| 8.           | 〈딩동미〉 (박희진)                              | 박희진                   | 정원재                        | 3:20      |
| 9.           | 〈Story〉 (제이민)                               | 류원광                   | 류원광                        | 3:25      |
| 10.          | 〈이별인거야〉 (양영륜)                          | 류원광                   | 류원광                        | 4:29      |
| 11.          | 〈막판5분전〉 (박희진)                           | 박희진                   | SQR, 폴 바주카 (Paul Bazooka) | 3:39      |
| 12.          | 〈My Mother〉 (연주곡)                           |                          | 김태근                        | 1:22      |
| 13.          | 〈Happy Virus〉 (연주곡)                         |                          | 김태근                        | 1:33      |
| 14.          | 〈Mother`s Birthday〉 (연주곡)                   |                          | 김태근                        | 2:07      |
| 15.          | 〈Blockhead〉 (연주곡)                           |                          | 장윤희                        | 2:23      |
| 16.          | 〈Feeling〉 (연주곡)                             |                          | 장윤희                        | 2:59      |
| 17.          | 〈Feeling〉 (연주곡)                             |                          | 장윤희                        | 2:59      |
| 18.          | 〈SunYeo Tango〉 (연주곡)                        |                          | 장윤희                        | 2:57      |
| 19.          | 〈Boss and Guitar〉 (연주곡)                     |                          | 김태근                        | 1:49      |
| 총 재생 시간 | 총 재생 시간                                     | 총 재생 시간             | 총 재생 시간                  | 53:52     |

## 같이 보기
동시간 경쟁 프로그램
- 하이킥! 짧은 다리의 역습
- 스탠바이 (이상 MBC.)
- 내 딸 꽃님이 (SBS)
- 청담동 살아요 (JTBC)